# Анчоус каліфорнійський
Анчо́ус каліфорні́йський (Engraulis mordax) — зграйна риба родини Анчоусові (Engraulidae). Поширена в Тихому океані від північного острова Ванкувер на південь до мису Сан-Лукас, Баха-Каліфорнії, Мексика. Морська пелагічна риба, що сягає 24,8 см довжини. Живе на глибині до 300 м. Цінний промисловий об'єкт.